# Ryōta Murata
Ryōta Murata (村田 諒太, Murata Ryōta, Nara, 12 de janeiro de 1986) é um boxeador japonês, campeão olímpico.

## Carreira
Murata começou a lutar boxe na primeira série do ensino médio. Ele conquistou a medalha de ouro nos Jogos Olímpicos de Verão de 2012 em Londres, após derrotar o brasileiro Esquiva Falcão na categoria peso médio e consagrar-se campeão. Murata se registrou na Misako Boxing Gym em abril de 2013 e assinou com a Top Rank em junho.